# Rezerwat przyrody Dębniak (województwo mazowieckie)
Rezerwat przyrody Dębniak – leśny rezerwat przyrody położony we wschodniej części Korczewa w województwie mazowieckim, na skarpie doliny Bugu, na terenie Nadleśnictwa Sarnaki (oddział 137 uroczyska Dębniak). Leży w granicach Nadbużańskiego Parku Krajobrazowego.
Został powołany Zarządzeniem Ministra Leśnictwa i Przemysłu Drzewnego z dnia 16 stycznia 1978 roku (M.P. z 1978 r. nr 4, poz. 20) na powierzchni 20,84 ha.
Rezerwat utworzono w celu ochrony naturalnego fragmentu starodrzewu dębowo-lipowego z licznymi pomnikowymi drzewami oraz bogatym i ciekawym florystycznie runem.
Rezerwat ma charakter parku przypałacowego. Znajduje się w nim ścieżka dydaktyczna prowadząca do zbiornika retencyjnego.
Obszar rezerwatu podlega ochronie czynnej.

## Historia
Do II wojny światowej teren ten stanowił część przypałacowego parku. Po wojnie i upaństwowieniu na podstawie reformy rolnej był początkowo własnością PGR, a następnie Lasów Państwowych z przeznaczeniem do wyrębu i ponownego odnowienia. Walory przyrodnicze oraz starania administracji terenowej sprawiły, że obszar w 1978 roku został uznany za rezerwat przyrody.

## Walory przyrodnicze
W rezerwacie dominuje zbiorowisko wielogatunkowego lasu liściastego z przewagą dębu i lipy, o charakterze grądu i cechach zbiorowiska naturalnego. Występują tu m.in.: dziki bez koralowy, porzeczka alpejska, wawrzynek wilczełyko, lilia złotogłów, pierwiosnek wyniosły oraz rzadziej: naparstnica zwyczajna, orlik pospolity i storczykowate: kruszczyk szerokolistny i podkolan biały.